# Fosylizacja (geologia)

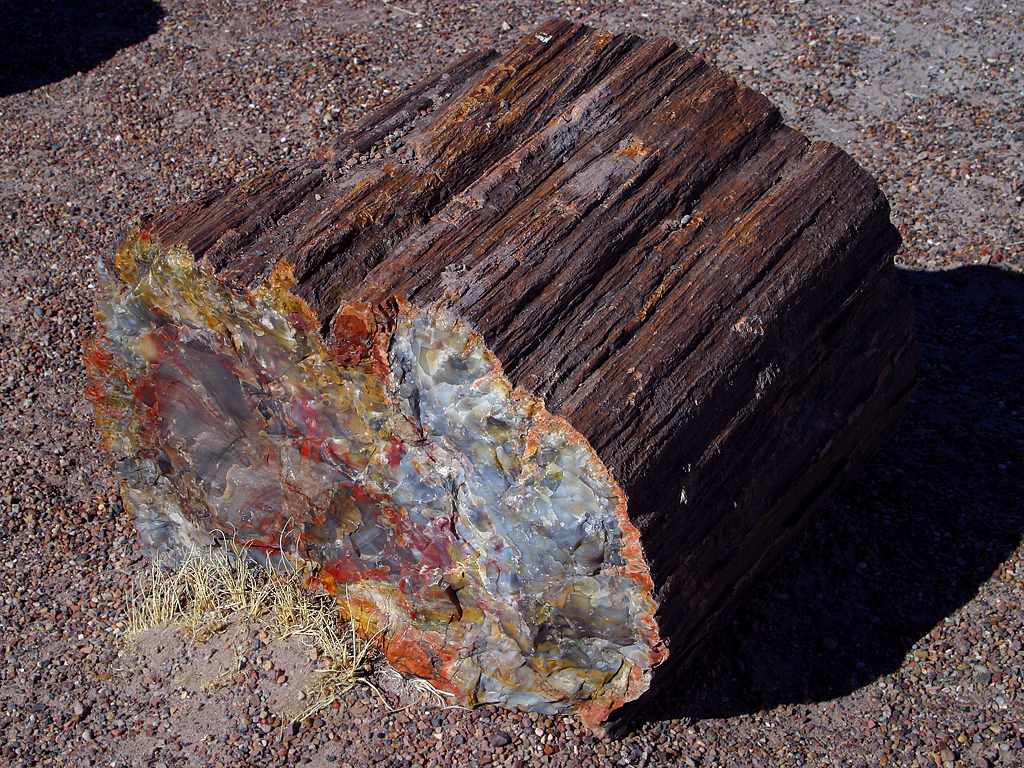
Produkt fosylizacji: skrzemieniałe drewno z parku Petrified Forest National Park (Park Narodowy Skamieniałego Lasu), Arizona (USA)

Fosylizacja – naturalny proces, podczas którego martwe organizmy albo ślady ich działania przeszły w stan skamieniały.
Z reguły skamienieniu ulegają wyłącznie twarde części ciała, jak zęby, kości, skorupy, muszle. W wyjątkowo korzystnych warunkach mogą ulec fosylizacji także tkanki miękkie.
Podstawowym warunkiem fosylizacji jest szybkie przykrycie szczątków martwych organizmów osadem, co odcina dostęp tlenu powodującego szybki rozkład organizmu, a także umożliwia przemiany chemiczne i mineralogiczne szczątków.
Fosylizacja zachodzi w wyniku różnych procesów. Są to m.in.:
- karbonizacja
- sylifikacja
- kalcytyzacja
- dolomityzacja
- fosforytyzacja
- pirytyzacja
- glaukonityzacja

Nauką zajmującą się procesami fosylizacji jest tafonomia.